# Eleocharis blakeana
Eleocharis blakeana là loài thực vật có hoa trong họ Cói. Loài này được L.A.S.Johnson & O.D.Evans mô tả khoa học đầu tiên năm 1968.